# Mojolo
Mojolo är en ort i Mexiko.   Den ligger i kommunen Culiacán och delstaten Sinaloa, i den västra delen av landet, 1 000 km nordväst om huvudstaden Mexico City. Mojolo ligger 47 meter över havet och antalet invånare är 149.
Terrängen runt Mojolo är platt åt sydost, men åt nordväst är den kuperad. Runt Mojolo är det ganska tätbefolkat, med 155 invånare per kvadratkilometer. Närmaste större samhälle är Culiacán, 10,7 km söder om Mojolo. I omgivningarna runt Mojolo växer huvudsakligen savannskog.